# Achatocarpus balansae
Achatocarpus balansae är en tvåhjärtbladig växtart som beskrevs av Schinz och Autran. Achatocarpus balansae ingår i släktet Achatocarpus och familjen Achatocarpaceae. Inga underarter finns listade i Catalogue of Life.